# Китайская сказка
«Китайская сказка» или «Небылица» (исп. Un cuento chino) — кинофильм режиссёра Себастьяна Боренштейна, вышедший на экраны в 2011 году.

## Сюжет
Роберто — немолодой владелец хозяйственного магазина в Буэнос-Айресе, ведущий размеренную жизнь одинокого холостяка. У него непростой характер: он любит поворчать на окружающих его «идиотов»; его единственное хобби — собирать странные и смешные истории, сообщения о которых публикуются в газетах. Однажды он случайно встречает на улице китайского паренька, который не знает ни слова по-испански и потому не может найти своих родственников. Роберто решает помочь Джуну, как зовут юношу, однако вскоре выясняется, что дядя последнего сменил место жительства и теперь никто не знает, где его искать. Пока китайское посольство занимается поисками, Роберто вынужден поселить Джуна у себя дома. Это становится непростым испытанием для нелюдимого человека…

## В ролях
- Рикардо Дарин — Роберто
- Игнасио Хуанг — Джун
- Мюриэль Санта-Ана — Мари
- Энрик Камбрей — Роберто в молодости
- Иван Романелли — Леонель
- Вивиан Эль-Хабер — Роза

## Награды и номинации
- 2011 — приз «Корона Карпат» за лучший фильм на Трускавецком международном кинофестивале Корона Карпат (Себастьян Боренштейн).
- 2011 — приз «Золотой Марк Аврелий» за лучший фильм и приз зрительских симпатий на Римском кинофестивале (оба — Себастьян Боренштейн).
- 2011 — три премии Аргентинской киноакадемии: лучший фильм (Себастьян Боренштейн), лучший актёр (Рикардо Дарин), лучшая актриса второго плана (Мюриэль Санта-Ана). Кроме того, лента получила 11 номинаций[1][2].
- 2011 — специальное упоминание на Гаванском кинофестивале (Себастьян Боренштейн).
- 2011 — специальное упоминание экуменического жюри и специальный приз имени Райнера Вернера Фасбиндера на кинофестивале Мангейм — Хайдельберг (оба — Себастьян Боренштейн).
- 2012 — премия «Гойя» за лучший иберо-американский фильм (Себастьян Боренштейн).
- 2012 — приз лучшему режиссёру «недели режиссёров» на кинофестивале «Фантаспорто» (Себастьян Боренштейн).
- 2012 — 6 номинаций на премию Ассоциации кинокритиков Аргентины: лучший режиссёр, оригинальный сценарий (обе — Себастьян Боренштейн), актёр (Рикардо Дарин), актриса второго плана (Мюриэль Санта-Ана), дебютант (Игнасио Хуанг), звук[3].